# 守谷勇人
守谷 勇人（もりや はやと、1990年〈平成2年〉5月4日 - ）は、日本の俳優。神奈川県出身。チーズfilm所属。劇団「柿喰う客」のメンバー。

## 経歴
ワハハ本舗新人公演「鼠小僧とサンタクロース」（2014年）にて主演デビュー。その後、2017年より劇団「柿喰う客」に所属。
2021年、マクドナルドのグラコロCM『ことし一年を、あっためるんだ。』篇に多部未華子の夫役として出演し、自然体な演技と爽やかな笑顔で話題を集める。

## 出演

### 映画
- 闇金ウシジマくん ザ・ファイナル（2016年、監督：山口雅俊） - 宇都宮隆 役
- ばぁばはだいじょうぶ（2019年、監督：ジャッキー・ウー） - 警官 役

### テレビドラマ
- デスノート（2015年、日本テレビ系） - 平本研輔 役
- 連続テレビ小説 とと姉ちゃん（2016年、NHK） - 堀川健二 役
- 刑事7人 season2（2016年、テレビ朝日系） - 小林健太 役
- 日曜劇場 ブラックペアン シーズン1 第5話・第6話（2018年、TBSテレビ系）
- オトナの土ドラ いつかこの雨がやむ日まで 第2話（2018年、フジテレビ系） - 高木 役
- 木曜ドラマ ブラックスキャンダル（2018年、日本テレビ系）
- 奪い愛、夏 第3話 - 第6話（2019年8月22日 - 9月12日、AbemaTV）[5][6][7][8]
- 警視庁強行犯係・樋口顕 season1 Episode1（2021年1月15日、テレビ東京系） - 強盗犯 役
- DRAMA ADDICT 買われた男 第2話（2024年4月25日、テレビ大阪） - 川島 役[9]
- 木曜劇場 ギークス/GEEKS 第8話（2024年8月29日、フジテレビ系）[10]
- イグナイト -法の無法者- 第9話・第10話（2025年6月13日・20日、TBS） - 沼田刑事 役

### 舞台
- ワハハ本舗新人公演「鼠小僧とサンタクロース」（2014年）主演
- ワハハ本舗新人公演「左甚五郎とゴッホ」（2014年）
- ワハハ本舗新人公演「平賀源内とレオナルドダビンチ」（2014年）
- ワハハ本舗新人公演「瞼の母」（2014年）主演
- 柿フェス 2017「流血サーカス」（2017年）
- 柿喰う客 本公演「俺を縛れ」（2018年）
- 「ドラマティカルマーダー」 （2019年） - 悪島 役
- 柿喰う客「朝彦と夜彦」（2019年）朝彦 役

### CM
- 「ロゼッタストーン」WebCM
- サントリー「新神泡サーバー」 WebCM
- 「アースインフィニティ」TVCM
- 「FUJITSU」 Web CM
- 「CASIO」Web CM
- マクドナルド「グラコロ」（2021年） - 夫 役（多部未華子と共演）[4]